# Khuda-Yana
Khuda-Yana es una serie de televisión de animación española influenciada por anime creada por José Luis Ucha y producida por Screen 21, BRB Internacional e TVE que cuenta colaboración del ICAA y del ICIC con animación del estudio surcoreano Dong Woo Animation. Fue emitido por Clan entre 2011 a 20 de marzo de 2012.

## Synopsis
Khuda-Yana es, literalmente, ‘la Historia’ de Khuda, un chico ladrón curtido en calle que, tras robar la Tulipa Mística y despertar a la Niña Azul de su letargo milenario, se ve obligado a enfrentar el destino irrevocable de convertirse en el futuro rey de Magesh.
La acción transcurre en Kosala, la Grande, la capital de Magesh. Una ciudad diferente a todo lo que se ha visto en otras series e historias. Mezcla de la Atenas clásica, Roma imperial, Jerusalén, Alejandría, Venecia renacentista, Gotham, Bombay, Nueva York... es una gran metrópolis donde siempre hay vida y movimiento.
La ciudad se organiza en gremios que deben rendir cuentas al rey. Cada gremio está protegido por un Titán.

## Personajes
- Khuda: El héroe de esta historia.  Un pillo decidido y bastante despreocupado que está aprendiendo (de mala gana) a ser un rey responsable. Un canalla encantador acostumbrado a hacer siempre lo que quiere cuando le apetece. En resumen, el menos indicado para proclamarse rey. A pesar de su destino, Khuda se mantiene firme: es irresponsable e irreverente; se enfrenta a todo y a todos siempre, por naturaleza, por inconsciencia y ausencia total de instinto de supervivencia. Khuda simplemente da la vuelta a un mundo lleno de reglas y prejuicios en beneficio propio.

- Chek: El mejor amigo de Khuda y el cronista de sus aventuras. A veces un poco pelele, es inocente, efusivo y muy observador. Como aprendiz que es del gremio de los escritores, Chek tiene un año entero para recoger una historia sobre un personaje o hecho de Kosala que merezca ser escrita; así podrá ser miembro oficial de su gremio. Pez fuera del agua, ha vivido toda su vida en su gremio estudiando y leyendo. Conocedor de la historia de Magesh y Kosala, tiene pasión por cualquier tipo de relato. Adora e idolatra a Khuda como un auténtico héroe.

- Niña Azul: Un genio muy particular, de carácter cambiable y una misión muy concreta: formar al futuro rey de Magesh. Así ha sido durante eones y así pretende seguir haciéndolo para cumplir con la tradición. Khuda es el perfil más difícil que le ha tocado, pero le encantan los retos. La Niña Azul está dispuesta a enderezarle utilizando la disciplina y la imaginación.

- Rey Ravan: Un tirano insignificante que gobierna Kosala. Raván está obsesionado con controlar todo y estar en el trono para siempre. Caprichoso, ególatra, vanidoso, coleccionista de objetos alquímicos y raros, implacable... Vive ensimismado en su corte, sin saber que sus días podrían llegar pronto a su fin.

- Nagif y los niños de Kosala: El cabecilla con debilidad por los disfraces y su panda de niños ladrones. Están esparcidos por Kosala, la ciudad, y hacen pequeños hurtos y timos. Desde que viven en un galeón abandonado en mitad de la ciudad, se llaman a sí mismos los piratas de Kosala y se rigen bajo un estricto código pirata.

- Sita: Chica y pirata ladrona, tiene más o menos la edad de Khuda. Es más rápida, más lista e, incluso, un poquito más alta que Khuda. Una especie de némesis, Sita y Khuda viven en duelo perpetuo, pero la realidad es que vencerla, Khuda sólo la ha vencido una vez: ¡el día que robó la Tulipa Mística!
- Vak: Vak es la mascota de Sita, una pequeña criatura similar a un mono que a Khuda le resulta odioso e indomable.

- Damon: El subordinado de Raván, leal sirviente y consejero vil. Camaleónico y sigiloso, puede aparecer de la nada con la última noticia o cotilleo que puede afectar al rey. La Guardia Real es un grupo gigantesco de soldados fuertes y sin mucho cerebro.

## Premios
- Mejor proyecto de animación, en SICAF Promotion Plan Project Competition 2006. [cita requerida]
- Programa más visto en Cartoon Forum de Kolding. [cita requerida]
- Finalista del MIPCOM JR Licensing Challenge, en Cannes. [cita requerida]